# 大约在冬季 (电影)
《大约在冬季》( 英文名：Somewhere Winter ) 是一部由王维明执导、马思纯和霍建华领衔主演的中国大陸爱情电影，由侯佩岑、魏大勋、张瑶、林柏宏、文淇主演，齐秦特别出演。該剧是由编剧饶雪漫改编自她本人写的同名小说，中国大陸于2019年11月15日上映。

## 剧情
讲述北师大才女安然（馬思純飾演）与台湾男子齐啸（霍建華飾演）因1991年齐秦北京演唱会而相识开始的一段跨越30年时光的爱情的美好与遗憾。在洛杉矶成长的少女小念（文淇飾演）跟随母亲安然回到故乡北京后，她与台湾男生齐一天（林柏宏飾演）相识，两人慢慢揭开了安然和齐啸的爱情往事。

## 主角
| 演員   | 角色   | 介紹                                                                                       |
| 马思纯 | 安然   | 知名節目主持人，北师大学生，成都四川人，齊嘯的初戀情人，後來介入他和雨宸的关系。           |
| 霍建华 | 齐啸   | 台北人，摄影师，在北京开有一家摄影楼，雨宸在家照顧年邁中風的爸爸，就答應了娶雨宸。         |
| 侯佩岑 | 叶雨宸 | 台湾模特儿兼女演员，齊嘯在台灣曾離婚的妻子，後來知道前夫的情人是對岸的知名節目主持人安然。 |
| 魏大勋 | 于枫   | 安然的同学兼爱慕者，北师大教授之子，北京人。                                               |
| 张瑶   | 孙瑶瑶 | 安然的同学好闺蜜，东北人。                                                                 |
| 文淇   | 小念   | 安然女儿，喜歡上齊嘯的兒子齊一天。                                                         |
| 林柏宏 | 齐一天 | 齐啸儿子，女朋友是小念。                                                                   |
| 齊秦   | 齊秦   | 出席電影裡2019自己的演唱會（1991年為替身）。 （特別演出）                                  |

## 制作
《大约在冬季》是齐秦在1987年推出的经典歌曲。编剧饶雪漫本人就是齐秦的歌迷，2015年齐秦在光线影业碰到了饶雪漫，两人商议能否把《大约在冬季》拍成一部电影。饶雪漫为了把歌曲IP改编成电影，先创作了同名小说，《大约在冬季》是电影的灵感和线索歌曲。
2019年2月15日至2019年4月19日拍摄，取景地包括北京、台北和洛杉矶。这是马思纯与霍建华自2015年电视剧《他来了，请闭眼》之后的又一次合作。

## 電影歌曲
| 曲序 | 曲目                       | 演唱         |
| ---- | -------------------------- | ------------ |
| 1.   | 《可惜了》（主题曲）       | 齊秦与莫文蔚 |
| 2.   | 《安然》（插曲）           | 馬思純       |
| 3.   | 《没有你的冬季》（片尾曲） | 阿云嘎       |